# Bengt Palmquist
Bengt Palmquist, född 4 april 1923 i Göteborg, död 26 november 1995 i Särö, var en svensk seglare.
Han seglade för Göteborgs KSS. Han blev olympisk guldmedaljör i Melbourne 1956.